# Ronald Merriott
Ronald Merriott, född den 24 maj 1960 i Rockford, Illinois, är en amerikansk simhoppare.
Han tog OS-brons i svikthopp i samband med de olympiska simhoppstävlingarna 1984 i Los Angeles.